# Stéphane Lasseaux
Stéphane Lasseaux, né le 8 mars 1966 à Charleroi, est un homme politique belge, membre du parti Les Engagés (LE).

## Biographie
Stéphane Lasseaux nait le 8 mars 1966 à Charleroi.
Aux élections législatives fédérales de 2024, Stéphane Lasseaux est élu à la Chambre des Représentants.